# Польська-Воля
Польська-Воля (пол. Polska Wola) — село в Польщі, у гміні Тушин Лодзький-Східного повіту Лодзинського воєводства.